# アナトーリー・リブゴバー
アナトーリー・リブゴバー(Anatoly Libgober)
は代数幾何学および代数多様体の位相幾何学分野における業績で知られるソ連／アメリカの数学者である。

## 来歴
1949年にソ連のモスクワにて生まれ、移民政策変革運動に積極的に関わったのち、1973年にイスラエルに移住する。彼はモスクワ大学にてYuri Maninと、テルアビブ大学にてBoris Moshezonとともに学ぶ。1977年にテルアビブ大学にて博士論文を書き終えたのち、プリンストン高等研究所にてポスドクとして研究活動を行う。Libgoberは客員教授としてフランス高等科学研究所、マックスプランク研究所、バークレー数理科学研究所、ハーバード大学、コロンビア大学をはじめとする様々な大学・研究所で教鞭をとり、2010年に退職するまで彼はイリノイ大学で教鞭をとった。現在は同大学の名誉教授である。

## 業績
当初、複素射影空間上の完全交差の微分同相類を研究していた。後にこの研究がホッジ数とチャーン数との関係の発見につながる。彼はアレクサンダー多項式の手法を用い、平面代数曲線の補空間の基本群についての研究をする。これによってLibgoberの分割定理が示され、特異点の配置や特異点の局所不変量（ quasi-adjunction の定数）といった基本群同士の顕著な関係性が示された。さらに、彼はアレクサンダー多項式の多変数拡張を与える基本群の「特徴多様体」を導入し、これを用いて射影空間上の超局面補空間のホモトピー群と超平面配置の位相幾何についての研究を行う。1990年代初期には代数幾何学と物理学との相互作用についての研究を行い、射影空間における完全交差上の有理曲線の数え上げについての鏡面対称予想を与え、さらに特異点代数多様体の楕円種数理論を展開した。